# Alsodes hugoi
Alsodes hugoi е вид земноводно от семейство Cycloramphidae.

## Разпространение
Видът е разпространен в Чили.